# نمایندگی فروش
نمایندگی فروش نمایندگی یک شرکت یا فرد است. نماینده فروش با هدف فروختن و نه استفاده از محصولات و برای کسب سود، محصولات شرکت یا فرد دیگر را به نمایندگی از آن فرد یا شرکت به فروش می‌رساند. معمولاً در این روش از تجارت نمایندگی فروش با خرید محصولات از شرکت یا فرد اصلی با قیمت کمتر از قیمت بازار، به فروش محصولات اقدام می‌کند تا به این ترتیب ضمن افزایش فروش و برند شرکت اصلی، نمایندگی فروش نیز به سود و درآمد برسد. در این نوع از تجارت به این دلیل که نماینده فروش محصولات را از فرد یا شرکت خریداری و سپس نسبت به فروش آن‌ها اقدام می‌کند، ممکن است نمایندگی فروش با تغییرات بازار دچار ضرر یا سود شود. لازم به ذکر است این نوع از تجارت با بازاریابی متفاوت است.

## نمایندگی فروش در اینترنت
در دنیای اینترنت و وب، رایج‌ترین نوع نمایندگی فروش در دنیای میزبانی وب وجود دارد. این نوع از تجارت بیشتر با نام Reseller شناخته می‌شود. در این نوع از نمایندگی فروش، نماینده با خرید فضا و امکانات میزبانی وب از شرکت اصلی و ایجاد حساب‌های کاربری مختلف بر روی فضای خریداری شده، نسبت به فروش آن‌ها با قیمت بیشتری اقدام می‌کند. نمایندگی فروش در مقابل خدمات پشتیبانی که به فرد خریدار می‌دهد قیمت بیشتری نسبت به شرکت اصلی برای سرویس‌ها دریافت می‌نماید. نماینده فروش به امکانات و تنظیمات اصلی سرورهایی که فضای میزبانی وب را از آن تهیه کرده‌است دسترسی ندارد و فقط توانایی تغییرات جزئی تنظیمات را از طریق کنترل پنلی که شرکت اصلی در اختیار وی قرار داده‌است را دارد.
اکثر دیتاسنترها در کنار فروش سرورهای اختصاصی این نوع از فروش را نیز در دستور کار دارند.
این نوع از خدمات با خدماتی که شرکت‌هایی دارای سرورهای اختصاصی ارائه می‌دهند، متفاوت است.